# Taoufik Djemaiel
Taoufik Djemaiel (* 30. Mai 1948) ist ein ehemaliger tunesischer Handballspieler.

## Biografie
Djemaiel gehörte bei den Olympischen Sommerspielen 1972 in München der tunesischen Handballauswahl an, die den 16. Platz belegte.